# Сала-Болоньезе
Сала-Болоньезе (итал. Sala Bolognese) —  коммуна в Италии, располагается в регионе Эмилия-Романья, подчиняется административному центру Болонья.
Население составляет 6263 человека (на 2001 г.), плотность населения составляет 138,6 чел./км². Занимает площадь 45,19 км². Почтовый индекс — 40010. Телефонный код — 051.
Покровителями коммуны почитаются святой архангел Михаил, священномученик Власий Севастийский, святой Петроний. Праздник ежегодно празднуется 4 октября. Также особо празднуется Успение Пресвятой Богородицы.